# Henkel (Geschütz)

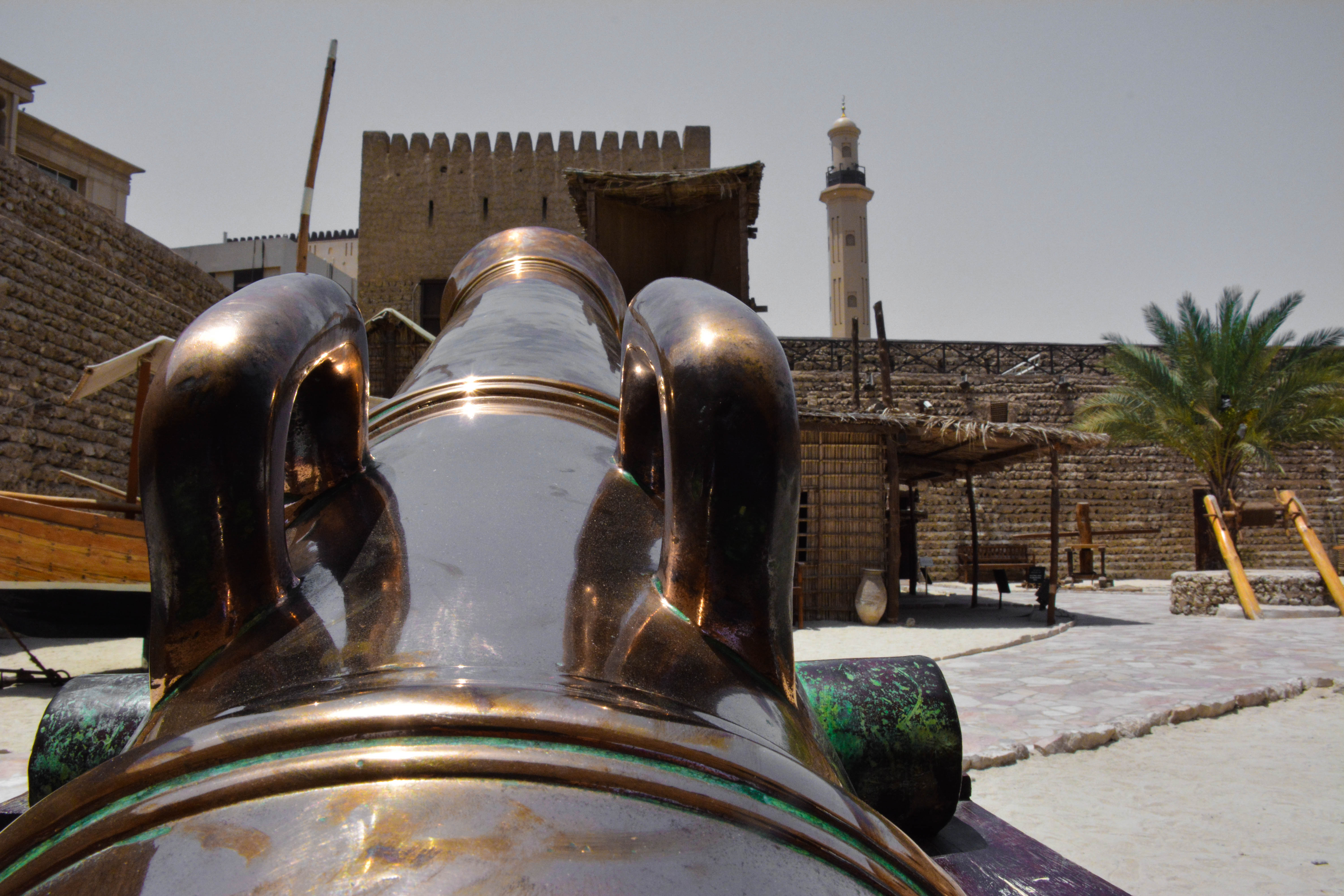
Kanone mit zwei schlichten Henkeln

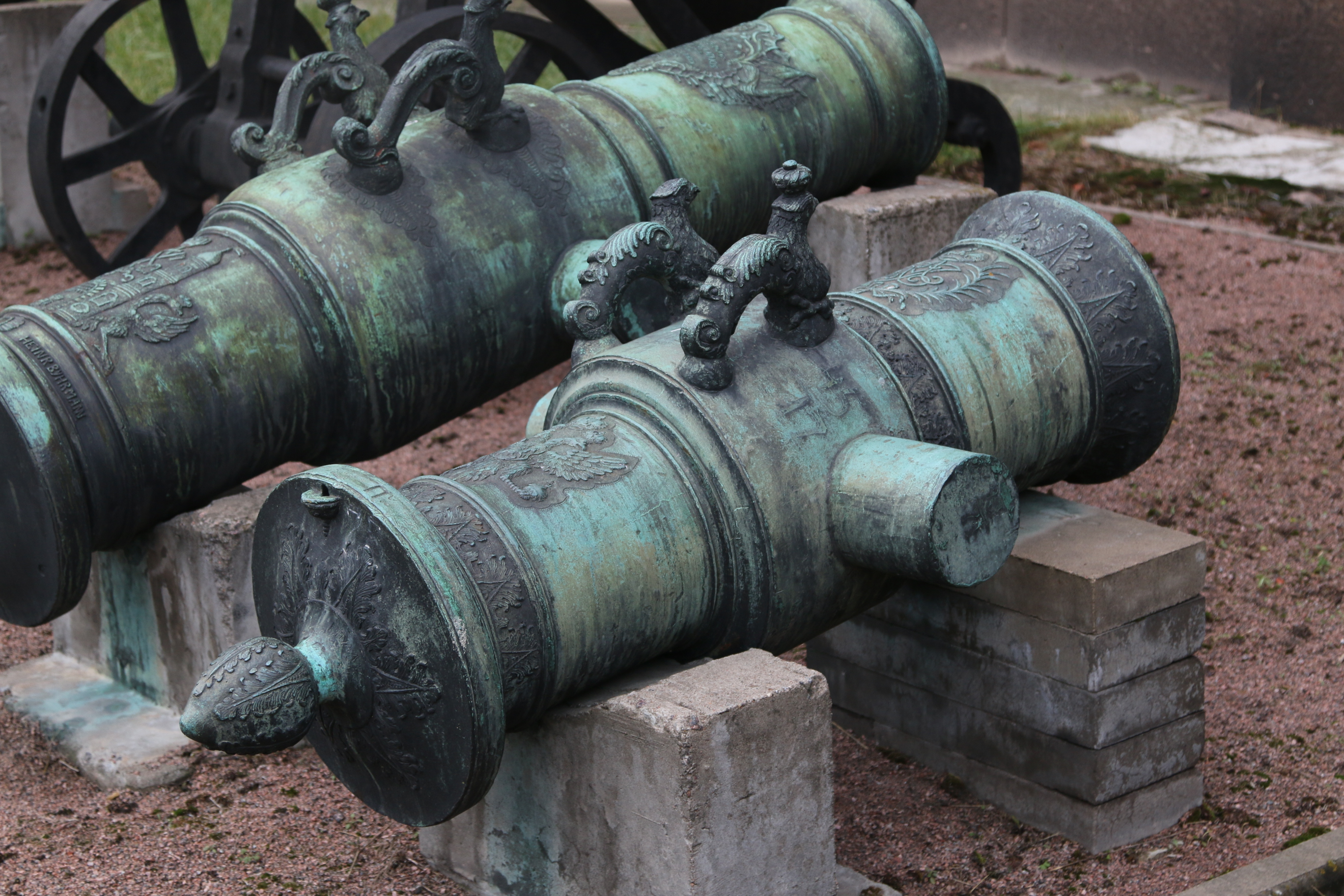
Haubitzen mit verzierten Henkeln

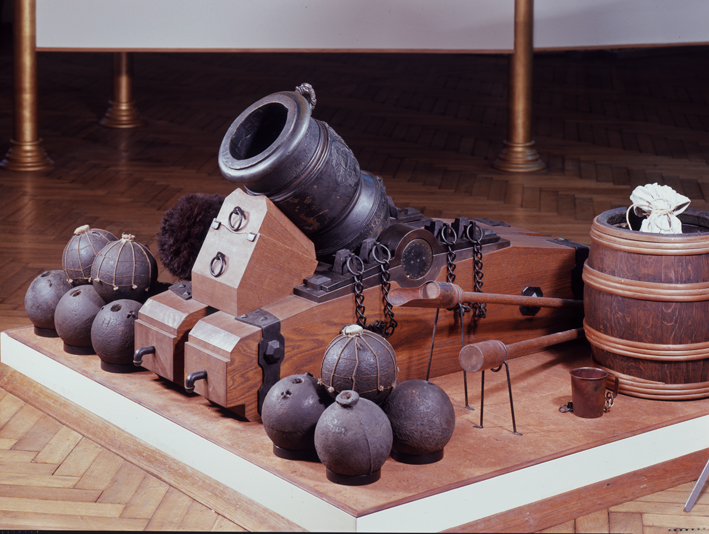
Mörser mit einem Henkel

Der Henkel (vielfach auch Delphin genannt) ist ein Bauteil am Geschützrohr. Die Henkel wurden als Aufhängepunkte verwendet, um das Geschützrohr in die Lafette oder aus ihr heraus zu heben. Dazu wurde ein Hebebaum, Seil oder Kette durch die Henkel geführt und mittels einer Hebevorrichtung mit Winde konnte das Geschützrohr gehoben und gesenkt werden.
Die Bezeichnung Delphin kommt daher, dass die Henkel oft die schmückende Form von Delfinen hatten. In der Regel wurde darauf geachtet, dass die Unterseite des Henkels glatt war, damit das Trageseil nicht durchgescheuert wurde.
Bei Kanonen und Haubitzen, die eher waagrecht in der Lafette lagen, waren die Henkel über dem Massenmittelpunkt angeordnet. Bei Mörsern waren die Henkel hingegen vor dem Massenmittelpunkt angebracht, weil Mörser eher senkrecht aufgestellt wurden. Um die Visierlinie nicht zu verdecken, gab es bei Kanonen und Haubitzen zwei Henkel zu beiden Seiten der Visierlinie. Bei Mörsern, die als Steilfeuergeschütz indirekt gerichtet wurden, war dieses nicht notwendig und deshalb hatten manche Mörser nur einen Henkel. Die Henkel wurden erst getrennt von dem Modell des Geschützrohres modelliert und vor dem Gießen im Wachsausschmelzverfahren an ihm befestigt.
Kleine Geschützrohre hatten keine Henkel, weil sie leicht genug waren auch ohne deren Hilfe gehoben zu werden. Die Henkel wurden nur bei Geschützröhren aus Bronze angebracht. Gusseisen war für den Zweck nicht stark genug; bei Schmiedeeisen und Gussstahl wurden sie weggelassen, da sie Schwierigkeiten bei der Herstellung des Geschützrohres machten.
Ab Mitte des 19. Jahrhunderts wurden die Henkel seltener. Der Grund war eine allmähliche Umstellung auf Gussstahl als Rohrmaterial. Bei schweren Geschützrohren ohne Henkel behalf man sich mit Werkzeugen wie den Hebebügeln, die das Rohr vor und nach dem Massenmittelpunkt erfassten.